# Markt (Steenbergen)
De Markt is een centraal plein in het centrum van Steenbergen, in de Nederlandse provincie Noord-Brabant. In de archieven komt de straatnaam voor het eerst voor in 1431, maar dit marktplein bestond al langer. Reeds in 1331 had Steenbergen toestemming gekregen voor het houden van een vrije jaarmarkt. Aan de Markt lag het stadhuis, vlak bij de hoek met de Visserstraat. Het stadhuis wordt voor het eerst vermeld in een akte uit 1453.
De markt bevindt zich op de laatste uitloper van de Brabantse Wal, en ligt iets hoger dan de rest van Steenbergen. Aflopende straten als de Grote Kerkstraat en Blauwstraat laten dat duidelijk zien. Tot in de 19e eeuw grensde de Markt vrijwel direct aan de Steenbergse haven.
Vandaag wordt de Markt met zijn historische winkelpanden en cafés ingeklemd door de massieve neogotische Sint-Gummaruskerk, de Westdam, de Kaaistraat en de Blauwstraat en vormt zo het scharnierpunt van de twee belangrijkste winkelstraten van Steenbergen. Ook de Visserstraat komt uit op de Markt.
Iedere woensdag is er van 12 tot 17 uur een weekmarkt.